# Tazewell (Virginie)
Pour les articles homonymes, voir Tazewell.
La ville américaine de Tazewell est le siège du comté de Tazewell, dans l’État de Virginie. Lors du recensement de 2010, sa population s’élevait à 4 627 habitants.

## Source
- (en) Cet article est partiellement ou en totalité issu de l’article de Wikipédia en anglais intitulé « Tazewell, Virginia » (voir la liste des auteurs).